# Løding
Løding est une localité du comté de Nordland, en Norvège.

## Géographie
Administrativement, Løding fait partie de la kommune de Bodø.